# Torgu
Torgu (en estonien : Torgu vald) était une municipalité rurale du Comté de Saare en Estonie. Elle s'étendait sur 126,44 km2.
Sa population était de 306 habitants(01.01.2012).
En octobre 2017, la commune a fusionné avec la commune de Saaremaa.

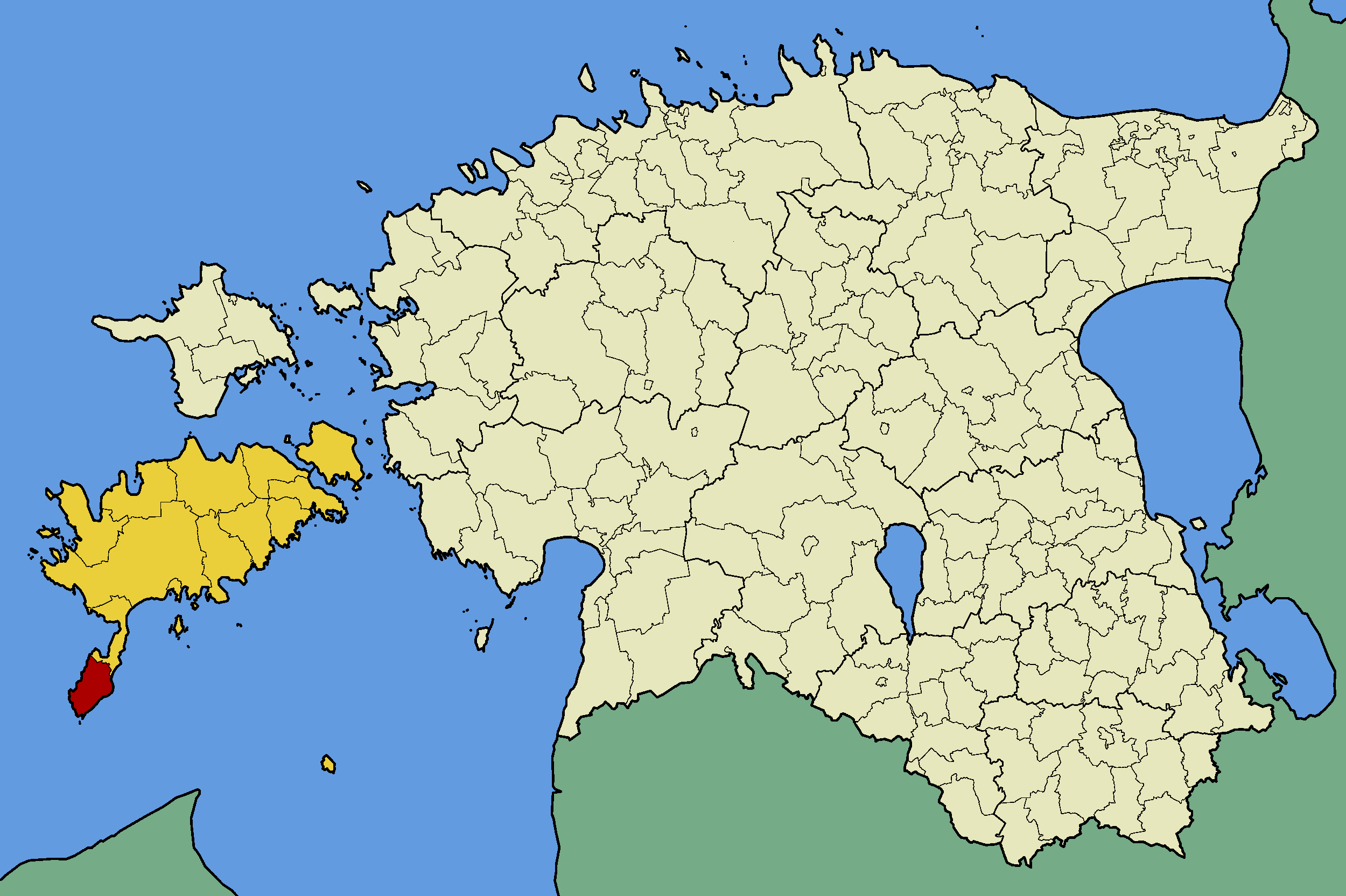
Commune de Torgu (en rouge) dans le Comté de Saare (en jaune).

## Municipalité
La commune regroupait 22 villages:

### Villages
Hänga - Iide - Jämaja - Kaavi - Kargi - Karuste - Kaunispe - Laadla - Lindmetsa - Lõupõllu - Läbara - Lülle - Maantee - Mõisaküla - Mõntu - Mäebe - Mässa - Ohessaare - Soodevahe - Sääre - Tammuna - Türju